# OK Lliga femenina 2024-2025
L'OK Lliga Iberdrola 2024-25 és la divuitena edició de la Lliga espanyola d'hoquei sobre patins. Es disputa des de l'octubre de 2024 fins al juny de 2025 i és organitzada per la Federació Espanyola de Patinatge. Hi participen catorze equips, amb una majoritària presència dels clubs catalans. Després de quatre temporades amb el sistema de play-off, la competició tornà a canviar el format, disputant-se amb el sistema de lliga regular a doble volta, amb un total de vint-i-sis jornades. El primer classificat al final de la temporada, és declarat campió de lliga.
El calendari de la competició se celebrà el juliol de 2024 a El Celler de la Fassina de Can Guineu de Sant Sadurní d'Anoia i, per altra banda, tots els partits són retransmesos en directe per la plataforma en línia OK Liga TV.
Es proclamà campió el Telecable HC, que aconseguí el seu cinquè títol d'OK Lliga. La jugadora del club asturià, Marta González Piquero, fou escollida MVP de la temporada, mentre que Sara Roces i Aina Florenza, amb 43 gols cadascuna, foren les màximes golejadores de l'OK Lliga.

## Sistema de competició
La competició es disputà en format de sistema de tots contra tots a doble volta, celebrant-se un partit en camp propi i l'altre en camp contrari, amb un total de vint-i-sis jornades. La classificació final s'establí d'acord amb els punts totals obtinguts per cada equip en finalitzar el campionat. Els equips aconseguiren tres punts per cada partit guanyat, un punt per cada empat i cap punt pels partits perduts. Si en finalitzar el campionat dos equips igualen a punts, els mecanismes per desempatar la classificació són els següents:
1. Qui tingui una major diferència entre gols a favor i en contra segons el resultat dels partits jugats entre ells.
2. Qui tingui la diferència més gran de gols a favor tenint en compte tots els obtinguts i rebuts en el transcurs de la competició.

En finalitzar la temporada, els quatre primers classificats disputaren la Lliga de Campions de la temporada següent, mentre que els tres últims descendiren de categoria.

## Clubs participants
- Iman Serroukh Alcalá Hockey
- Bembibre Hockey Club
- ORKLA Bigues i Riells
- Cerdanyola Club Hoquei
- HC Coruña
- CP Esneca Fraga
- Martinelia CP Manlleu
- Lidergrip CH Mataró
- Generali HC Palau de Plegamans
- Hockey Club Raxoi
- Oxigen PHC Sant Cugat
- Telecable Hockey Club
- CP Vila-sana Coop d'Ivars
- CP Voltregà Stern Motor

## Taula de resultats
| Casa \ Fora                 | ALC | BEM | BIG | CER | COR | FRA | MAN | MAT | PAL | RAX  | SCG  | TEL | VLS | VOL  |
| --------------------------- | --- | --- | --- | --- | --- | --- | --- | --- | --- | ---- | ---- | --- | --- | ---- |
| Iman Serroukh Alcalá Hockey | —   | 1–1 | 2–3 | 1–2 | 3–6 | 0–6 | 2–2 | 1–4 | 0–6 | 3–2  | 2–4  | 3–8 | 1–5 | 3–6  |
| Bembibre HC                 | 6–2 | —   | 3–0 | 2–3 | 6–1 | 0–2 | 2–3 | 3–1 | 1–5 | 2–2  | 0–1  | 1–6 | 1–3 | 2–3  |
| ORKLA Bigues i Riells       | 2–0 | 2–3 | —   | 1–4 | 2–2 | 1–6 | 3–4 | 0–0 | 0–5 | 2–3  | 0–0  | 2–3 | 0–1 | 3–3  |
| Cerdanyola CH               | 6–0 | 3–1 | 4–1 | —   | 3–2 | 6–2 | 4–4 | 4–1 | 3–2 | 6–7  | 2–2  | 1–4 | 4–3 | 4–2  |
| HC Coruña                   | 2–3 | 5–4 | 2–1 | 4–2 | —   | 2–3 | 0–3 | 2–2 | 1–3 | 8–0  | 3–2  | 1–2 | 0–2 | 1–1  |
| CP Esneca Fraga             | 2–0 | 2–0 | 6–0 | 2–0 | 3–1 | —   | 3–1 | 5–1 | 1–2 | 8–1  | 5–2  | 2–0 | 1–1 | 4–1  |
| Martinelia CP Manlleu       | 5–0 | 5–1 | 3–1 | 3–2 | 3–3 | 0–5 | —   | 3–0 | 1–4 | 2–0  | 3–2  | 1–4 | 3–4 | 4–1  |
| Lidergrip CH Mataró         | 2–3 | 1–2 | 1–2 | 1–4 | 1–1 | 2–3 | 2–7 | —   | 1–4 | 1–0  | 4–3  | 1–2 | 0–4 | 4–0  |
| Generali HC Palau           | 5–2 | 7–0 | 4–0 | 2–0 | 5–0 | 1–2 | 3–1 | 5–0 | —   | 10–0 | 13–0 | 3–4 | 1–2 | 5–0  |
| HC Raxoi                    | 1–2 | 3–7 | 0–3 | 1–4 | 0–5 | 0–4 | 0–5 | 2–1 | 1–7 | —    | 1–3  | 1–7 | 1–3 | 1–3  |
| Oxigen PHC Sant Cugat       | 6–1 | 2–1 | 4–0 | 3–1 | 4–3 | 2–6 | 1–2 | 3–6 | 1–4 | 3–1  | —    | 2–4 | 2–4 | 2–3  |
| Telecable HC                | 4–1 | 3–0 | 9–1 | 3–1 | 4–3 | 3–2 | 5–0 | 4–1 | 1–6 | 9–1  | 5–1  | —   | 2–0 | 10–1 |
| CP Vila-sana Coop d'Ivars   | 4–0 | 5–2 | 7–2 | 6–0 | 6–2 | 1–3 | 7–3 | 8–1 | 4–6 | 8–1  | 10–1 | 1–4 | —   | 2–1  |
| CP Voltregà Stern Motor     | 4–2 | 2–1 | 1–2 | 0–2 | 1–0 | 2–3 | 2–2 | 0–0 | 3–3 | 3–2  | 3–1  | 1–5 | 1–6 | —    |

## Classificació final
El Telecable HC es proclamà campió de l'OK Lliga femenina 2024-25, a la penúltima jornada. Finalitzà amb 72 punts i 24 victòries, amb cinc punts de marge punts  del segon classificat, el CP Esneca Fraga. Juntament amb el Generali HC Palau, el CP Vila-sana Coop d'Ivars i el Cerdanyola CH es classificaren per a disputar la Lliga de Campions de la següent temporada. Descendiren a l'OK Lliga Plata l'Alcalá Hockey i l'HC Raxoi i el Lidergrip CH Mataró perdé la categoria a la darrera jornada. L'equip maratoní perdé el goal average amb l'ORKLA Bigues i Riells, tot i haver empatat a punts a la classificació final.
| Pos | Equip                       | PJ | PG | PE | PP | GF  | GC  | DG  | Pts | Classificació o descens                 |
| --- | --------------------------- | -- | -- | -- | -- | --- | --- | --- | --- | --------------------------------------- |
| 1   | Telecable HC                | 26 | 24 | 0  | 2  | 115 | 38  | +77 | 72  | Classificats per la Lliga de Campions   |
| 2   | CP Esneca Fraga             | 26 | 22 | 1  | 3  | 91  | 30  | +61 | 67  | Classificats per la Lliga de Campions   |
| 3   | Generali HC Palau           | 26 | 21 | 1  | 4  | 121 | 29  | +92 | 64  | Campió de la Lliga de Campions 2024-25  |
| 4   | CP Vila-sana Coop d'Ivars   | 26 | 20 | 1  | 5  | 107 | 43  | +64 | 61  | Classificats per la Lliga de Campions   |
| 5   | Cerdanyola CH               | 26 | 15 | 2  | 9  | 75  | 60  | +15 | 47  | Classificats per la Lliga de Campions   |
| 6   | Martinelia CP Manlleu       | 26 | 14 | 4  | 8  | 73  | 61  | +12 | 46  |                                         |
| 7   | CP Voltregà Stern Motor     | 26 | 9  | 5  | 12 | 48  | 74  | −26 | 32  |                                         |
| 8   | Oxigen PHC Sant Cugat       | 25 | 9  | 2  | 14 | 56  | 84  | −28 | 29  |                                         |
| 9   | HC Coruña                   | 26 | 7  | 5  | 14 | 60  | 69  | −9  | 26  |                                         |
| 10  | Bembibre HC                 | 26 | 7  | 2  | 17 | 51  | 73  | −22 | 23  |                                         |
| 11  | ORKLA Bigues i Riells       | 26 | 5  | 4  | 17 | 34  | 80  | −46 | 19  |                                         |
| 12  | Lidergrip CH Mataró         | 26 | 5  | 4  | 17 | 39  | 74  | −35 | 19  | Descendeix a la Lliga Nacional Catalana |
| 13  | Iman Serroukh Alcalá Hockey | 26 | 4  | 2  | 20 | 32  | 119 | −87 | 14  | Descendeixen a l'OK Lliga Plata         |
| 14  | HC Raxoi                    | 26 | 3  | 1  | 22 | 32  | 119 | −87 | 10  | Descendeixen a l'OK Lliga Plata         |

| Campió de l'OK Lliga 2024-25 |
| ---------------------------- |
| Telecable HC Cinquè títol    |
| MVP                          |
| Marta González Piquero       |

## Estadístiques
|  |

| Màxima golejadora | Màxima golejadora | Màxima golejadora        | Màxima golejadora | Màxima golejadora | Màxima golejadora | Màxima golejadora | Màxima golejadora | Màxima golejadora |
| Pos.              | Jugadora          | Club                     | Gols              | PJ                | GPP               | Asst.             | Pen               | FD                |
| ----------------- | ----------------- | ------------------------ | ----------------- | ----------------- | ----------------- | ----------------- | ----------------- | ----------------- |
| 1                 | Sara Roces        | Telecable HC             | 43                | 26                | 1.65              | 7                 | 0/2               | 0/4               |
| 1                 | Aina Florenza     | Generali HC Palau        | 43                | 25                | 1.72              | 2                 | 2/5               | 3/8               |
| 3                 | Gemma Solé        | Cerdanyola CH            | 30                | 23                | 1.30              | 3                 | 4/6               | 6/19              |
| 4                 | Victòria Porta    | CP Vila-san Coop d'Ivars | 29                | 26                | 1.12              | 8                 | 3/7               | 2/8               |
| 5                 | Julieta Fernández | Club Patí Fraga          | 28                | 26                | 1.08              | 4                 | 0                 | 2/9               |
| 7                 | Nuria Almeida     | Telecable HC             | 23                | 26                | 0.88              | 1                 | 1/2               | 2/2               |
| 6                 | Nara López        | Martinelia Manlleu       | 21                | 24                | 0.88              | 3                 | 0                 | 2/6               |
| 8                 | Adriana Soto      | Club Patí Fraga          | 20                | 24                | 0.83              | 5                 | 0/1               | 1/6               |